# Claudine Longet
Pour les articles homonymes, voir Longet.
Claudine Longet, née le 29 janvier 1942 à Paris, est une chanteuse et actrice française, populaire aux États-Unis dans les années 1960 et 1970.

## Biographie
Claudine Longet est née à Paris le 29 janvier 1942. Elle s'installe aux États-Unis à l'âge de 19 ans. Elle doit en partie sa renommée à son mariage avec le chanteur américain Andy Williams, qui l'avait rencontrée en s'arrêtant sur le bord d'une route de Las Vegas pour lui venir en aide. Elle était à l'époque danseuse aux Folies Bergère dans cette ville. Ils se marient le 15 décembre 1961. Leur union voit naître trois enfants, Noelle, Christian et Robert au cours des huit années qui suivirent. Claudine Longet participe aux émissions de variétés d'Andy Williams et obtient des rôles dans quelques séries télévisées américaines des années 1960, avant d'apparaître aux côtés de Peter Sellers dans le film La Party, réalisé en 1968 par Blake Edwards. Elle y interprète la chanson Nothing to Lose d'Henry Mancini. Claudine Longet enregistre cinq albums composés de reprises pour A&M Records entre 1967 et 1970, puis deux albums pour Barnaby, le label d'Andy Williams. Après son divorce, Claudine Longet entame une liaison avec le champion de ski alpin Wladimir Spider Sabich. Cette liaison se termine tragiquement par le décès de Spider Sabich d'une hémorragie péritonéale le 21 mars 1976 à Aspen dans le Colorado. D'après Claudine Longet, Spider était en train de lui montrer comment se servir de son revolver lorsque le coup serait parti. Elle est condamnée à un mois de prison ferme et deux ans avec sursis pour homicide involontaire. Une expertise de l'arme du crime montra que le cran de sûreté était défectueux.
La chanson Claudine inspirée à Mick Jagger par ces événements devait paraître sur l'album Emotional Rescue des Rolling Stones, mais est écartée avant la commercialisation du disque. Jusqu'alors uniquement disponible sur quelques albums pirates, Claudine compte désormais parmi les 12 morceaux inédits des Rolling Stones de l'édition De Luxe de l'album Some Girls.

### Vie privée
Elle se marie en 1961 avec Andy Williams, dont 3 enfants.Ils se séparent en 1975.
En mars 1976, Claudine Longet est inculpée pour la mort de son compagnon, le skieur alpin Spider Sabich à Aspen (Colorado),
Claudine Longet se marie avec son avocat Ron Austin en 1986. Elle habite à Aspen, au Colorado.[réf. nécessaire]

## Discographie

### Albums
- Claudine (1967, A&M)
- The Look of Love (1967, A&M)
- Love Is Blue (1968, A&M)
- Colours (1969, A&M)
- Run Wild, Run Free (1970, A&M)
- We've Only Just Begun (1971, Barnaby Records)
- Let's Spend the Night Together (1972, Barnaby Records)

### Compilations
- Sugar Me (1993, Vivid sound)
- The Very Best of Claudine Longet (2000, Varèse)
- Cuddle Up with Claudine Longet (2003, Vampi Soul)
- Hello Hello: The Best of Claudine Longet (2005, Rev-Ola)

## Cinéma
- 1964 : La Flotte se mouille (McHale's Navy) de Edward Montagne : Andrea Bouchard
- 1968 : La Party (The Party) de Blake Edwards : Michele Monet
- 1968 : La Patrouille des rats (Massacre Harbor) de John Peyser : Marianne

## Télévision
- 1963 :  Sur le pont la marine (McHale's Navy) (2 épisodes) : Yvette Gerard
- 1963 :  Le jeune docteur Kildare (Dr Kildare) (épisode Ship's doctor) : Mme Dupres
- 1964 :  Haute Tension (Kraft Suspense Theatre) (TV)  (épisode Opération Griffon) (Operation Greif) : Marie-Ange
- 1965 :  Mr.Novak (épisode The Silent Dissuaders) : Shahri Javid
- 1965-1966 :  Twelve O'Clock High (2 épisodes)
- 1966 :  Stalag 13 (Hogan's Heroes) (épisode It takes a thief... Sometimes) : Michelle
- 1966-1967 :  Commando du désert  (The Rat patrol)  2 épisodes : Marianne Bertaine
- 1964-1967 :  Combat ! 2 épisodes
- 1966 :  Match contre la vie (Run for your life)   (épisode Nicole) (The sadness of a happy time) : Nicole
- 1967 :  Match contre la vie (Run for your life)   (épisode Adieu Nicole) (The world would be goodbye) : Nicole
- 1968 :   Les Règles du jeu  (The Name of the game)  épisode Fear of High places : Lianne Jevret
- 1969 :  Sur la piste du crime (The F.B.I.)  épisode Caesar's Wife : Danielle Chabrol
- 1969 :  The Bold Ones: The Lawyers  (épisode The Rockford Riddle) : Suzanne Rockford
- 1970 :  Love, American style (épisode Love and the Minister) : Susan
- 1971 :  How to steal an airplaine (téléfilm) : Michelle Chivot
- 1971 :  Opération danger (Alias Smith and Jones)   (épisode Journey from San Juan) : Michele Monet
- 1973 :  Les rues de San Francisco (The streets of San Francisco) (épisode The Set-Up) : Michelle Carl
- 1975 :  The Legendary Curse of the Hope Diamond (téléfilm) : Marie Antoinette

## Théâtre
- 1951 : Les Innocents, adaptation par William Archibald de la nouvelle Le Tour d'écrou (The Turn of the Screw) d'Henry James, mise en scène de Roland Piétri, théâtre Édouard VII.